# Остроленский 181-й пехотный полк
181-й пехотный Остроленский полк — пехотная воинская часть Русской императорской армии.
Старшинство — с 9 февраля 1720 года.

## Формирование полка
Полк сформирован 20 февраля 1910 г. из 181-го пехотного резервного Остроленского полка, 238-го Клязьминского и 247-го Романовского резервных батальонов; полку присвоено старшинство с 9 февраля 1720 г. (со времени основания старейшей части, пошедшей на формирование полка, Клязьминского батальона).
Полковой праздник — 29 июня.

### 238-й резервный Клязьминский батальон
Клязьминский батальон был сформирован 9 февраля 1720 г., в составе двух батальонов, под названием Глуховского гарнизона комендантский полк. 16 февраля 1727 г. полк был назван 4-м Орловским гарнизонным полком, а 11 ноября 1727 г. — Глуховским гарнизонным полком. 19 апреля 1764 г. полк был переформирован в два отдельных батальона шестиротного состава, названных Глуховским и Симбирским гарнизонными батальонами.
9 января 1797 г. Симбирский гарнизонный батальон образовал двухбатальонный полк, названный гарнизонным генерал-майора Гессена полком. 22 июля 1801 г. полк был снова переформирован в батальон и назван Симбирским гарнизонным батальоном. 20 марта 1811 г. батальон назван Симбирским внутренним губернским батальоном. 14 июля 1816 г. батальон получил название Симбирского внутреннего гарнизонного батальона и приведен в четырёхротный состав; 24 мая 1847 г. назван Владимирским внутренним гарнизонным батальоном, в 1864 г. — Владимирским губернским батальоном, а 26 августа 1874 г. — Владимирским местным батальоном.
Во время русско-турецкой войны 1877—1878 гг. батальон выделил 31 июля 1877 г. кадр на сформирование 38-го резервного пехотного батальона и был назван 79-м резервным пехотным кадровым батальоном. 19 марта 1880 г. батальону было пожаловано простое знамя. 25 марта 1891 г. батальону было присвоено наименование Клязьминского резервного батальона. 26 мая 1899 г. к названию батальона присоединен № 238-й. 22 декабря 1905 г. батальон был переформирован в четырёхбатальонный полк и назван 238-м пехотным Клязьминским полком. 24 июля 1906 г. полк был снова переформирован в 238-й Клязьминский резервный батальон.

### 247-й резервный Романовский батальон
Романовский батальон был сформирован 17 января 1811 г. из Ярославского гарнизонного батальона, в составе двух рот, под названием Ярославского внутреннего губернского полубатальона, который 27 марта 1811 г. был переформирован в трёхротный батальон. 14 июля 1816 г. батальон получил название Ярославского внутреннего гарнизонного батальона и приведён в состав четырёх рот. В 1884 г. батальон наименован Ярославским губернским батальоном, а затем назван 26 августа 1874 г. Ярославским местным батальоном.
Во время русско-турецкой войны 1877—1878 гг. батальон выделил кадры на сформирование 40-го (в 1878 г. расформирован) и 55-го (Карсский пехотный полк) резервных пехотных батальонов и был назван 31 августа 1878 г. 83-м резервным пехотным кадровым батальоном. 19 марта 1880 г. батальону было пожаловано простое знамя. 25 марта 1891 г. батальону было присвоено наименование Романовского резервного батальона. 26 мая 1899 г. батальон получил № 247. 20 октября 1905 г. батальон был переформирован в четырёхбатальонный полк и назван 247-м пехотным Романовским полком. 10 июля 1906 г. полк снова был переформирован в 247-й Романовский резервный батальон.

### 181-й пехотный резервный Остроленский полк
Этот полк был сформирован 31 июля 1877 г. из кадра Воронежского местного батальона, под названием 31-го резервного пехотного кадрового батальона. С 10 октября 1877 г. по 10 октября 1878 г. батальон входил в состав 17-го резервного пехотного полка. 19 марта 1880 г. батальону было пожаловано простое знамя.
25 марта 1891 г. батальон был переформирован в двухбатальонный полк и назван 170-м пехотным резервным Остроленским полком. 1 января 1893 г. полку был дан № 181. Перед окончанием русско-японской войны Остроленский полк был приведён в четырёхбатальонный состав и с 4 июля 1905 г. назывался 181-м пехотным Остроленским полком. 15 марта 1906 г. Остроленский полк снова был приведён в состав двух батальонов и назван 181-м пехотным резервным Остроленским полком.

## Командиры полка
- 01.10.1900 — 02.03.1902 — полковник Лайминг, Николай Александрович (Клязьминский резервный батальон)
- 06.09.1905 — 07.08.1912 — полковник Бурковский, Владимир Константинович
- 07.08.1912 — после 1912 — полковник Никитин, Сергей Сергеевич
- хх.12.1915 — хх.02.1916 — полковник Сторожев, Виктор Геннадиевич
- 01.02.1916 — после 03.01.1917 — полковник Аджиев, Павел Павлович
- хх.04.1917 — ? — подполковник Березин, Иван Акимович

Участие в Первой мировой войне
Полк – участник Таневского сражения 18 – 25 июня 1915 г.

## Известные люди, служившие в полку
- Захарьевский, Александр Николаевич — В 1916-1917 гг. служил младшим офицером роты 181-го пехотного полка. Впоследствии  советский учёный-оптотехник, лауреат Сталинской премии СССР, член-корреспондент Академии артиллерийских наук, доктор технических наук, профессор.
- Трухин, Фёдор Иванович — В 1917 году был избран командиром батальона 181-го пехотного полка. Впоследствии практический создатель и организатор власовской армии, её штаба и разведки.